# Подберёзский сельсовет
Подберёзский сельсовет (белор. Падбярэзскі сельсавет) — упразднённая административная единица на территории Воложинского района Минской области Республики Беларусь.

## История
18 декабря 2009 года Подберёзский сельсовет упразднён. Населённые пункты включены в состав Вишневского сельсовета.

## Состав
Подберёзский сельсовет включал 23 населённых пункта:
- Аляново — деревня.
- Анцелевщина — деревня.
- Бобры — деревня.
- Ворони — деревня.
- Геленово — деревня.
- Гирбинята — деревня.
- Грушевщина — деревня.
- Добрая Земля — деревня.
- Дуды — деревня.
- Лавский Брод — деревня.
- Ластоянцы — деревня.
- Макаренята — деревня.
- Мехи — деревня.
- Подберезь — деревня.
- Поти — деревня.
- Пуни — деревня.
- Радюки — деревня.
- Ревки — деревня.
- Рудники — деревня.
- Синяя Гора — деревня.
- Тупчи — деревня.
- Углы — деревня.
- Шальтины — деревня.